# Lué-en-Baugeois
Lué-en-Baugeois é uma ex-comuna francesa na região administrativa da Pays de la Loire, no departamento de Maine-et-Loire. Estendeu-se por uma área de 7,42 km². Em 2010 a comuna tinha 342 habitantes (densidade: 46,1 hab./km²).
Em 1 de janeiro de 2016 foi fundida com as comunas de Jarzé, Beauvau e Chaumont-d'Anjou para a criação da nova comuna de Jarzé-Villages.